# V884 Scorpii
V884 Scorpii eller HD 153919 eller 4U 1700-37 är en dubbelstjärna i den mellersta delen av stjärnbilden Skorpionen. Den har en högsta skenbar magnitud av ca 6,51 och är mycket svagt synlig för blotta ögat där ljusföroreningar ej förekommer. Baserat på parallax enligt Gaia Data Release 3 på ca 0,633 mas, beräknas den befinna sig på ett avstånd på ca 5 200 ljusår 1 580 parsek) från solen. Den rör sig närmare solen med en heliocentrisk radialhastighet på ca -75 km/s.

## Observation

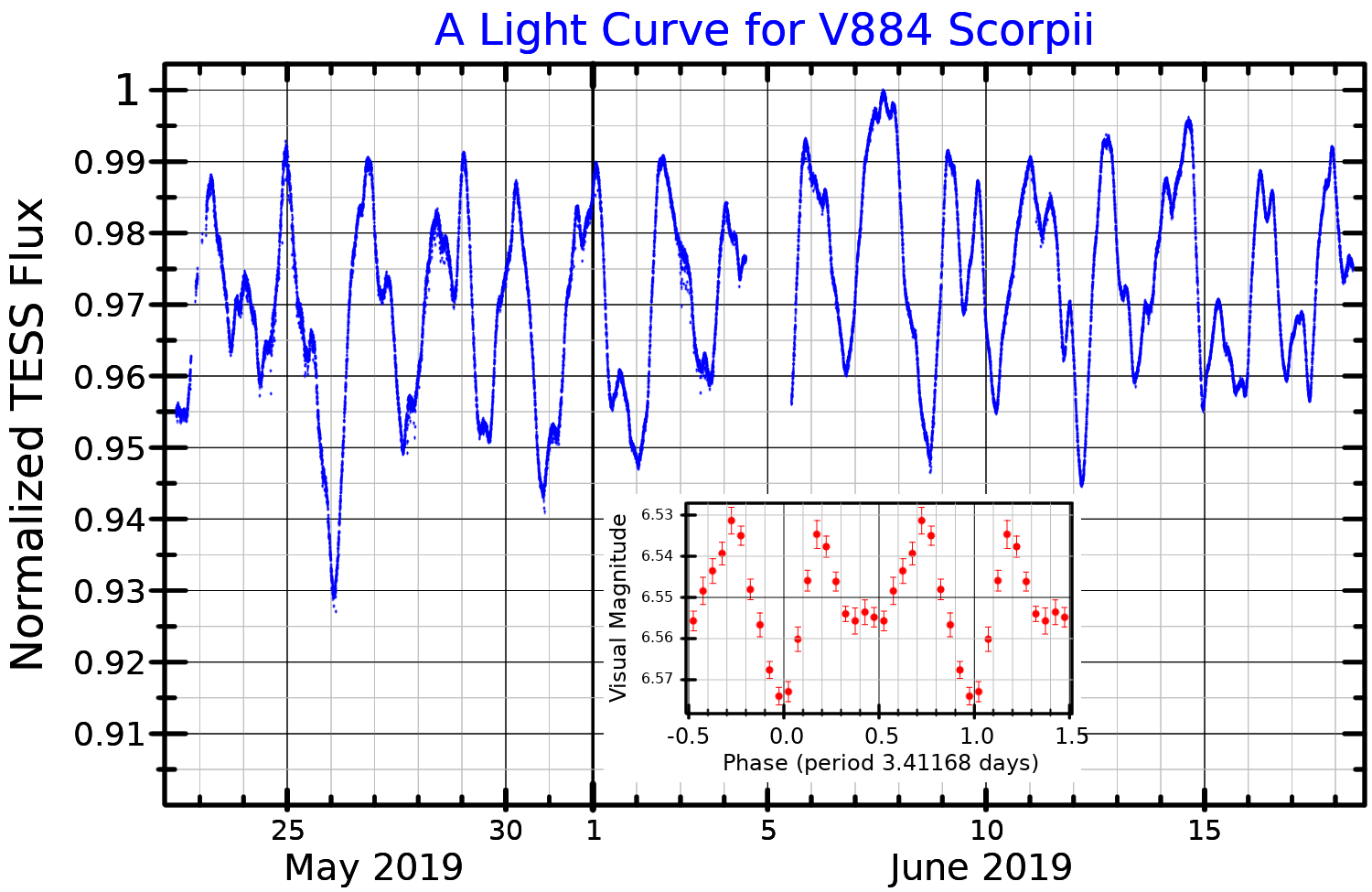
Ljuskurva för V884Scorpii i visuella bandet. Huvuddiagrammet visar variationen över flera omloppsperioder, anpassad från NASA:s TESS-data Det infällda diagrammet visar medelvariationen som funktion av omloppsfaserna, anpassad från Paradijs et al. (1984)

4U 1700-37 är en av de starkare röntgendubbelstjärnorna på himlen och klassificeras som en binär röntgenkälla med hög massa. Den upptäcktes av Uhuru-satelliten. "4U"-beteckningen hänvisar till den fjärde (och sista) Uhuru-katalogen.
Röntgenkällan är förbunden med en ljusstark (6,53 visuell magnitud) blå superjättestjärna HD 153919, som kretsar kring ett anhopande kompakt objekt som måste vara antingen en neutronstjärna eller ett svart hål. Röntgenkällan förmörkas av stjärnan med en period av 3,41 dygn, men några pulseringar har ännu inte observerats. Källan är en av de tio ljusstarkaste ihållande röntgenkällorna i området 10-100 keV hård röntgenstrålning.
Bevis på Comptons kylning under en röntgenstrålning registrerad av Chandra-teleskopet tyder starkt på att det kompakta objektet är en neutronstjärna, vilken, om det verifierades, skulle vara bland de mest massiva kända och nära gränsen för det teoretiskt maximala.
4U 1700-37 är ett flyktstjärna. Den har en hög egenrörelse på 63 ± 5 km/s i förhållande till sin moderhop, NGC 6231. Den lämnade hopen för cirka 2,2 miljoner år sedan vid en supernovaexplosion.